# Stavrovouni-Kloster

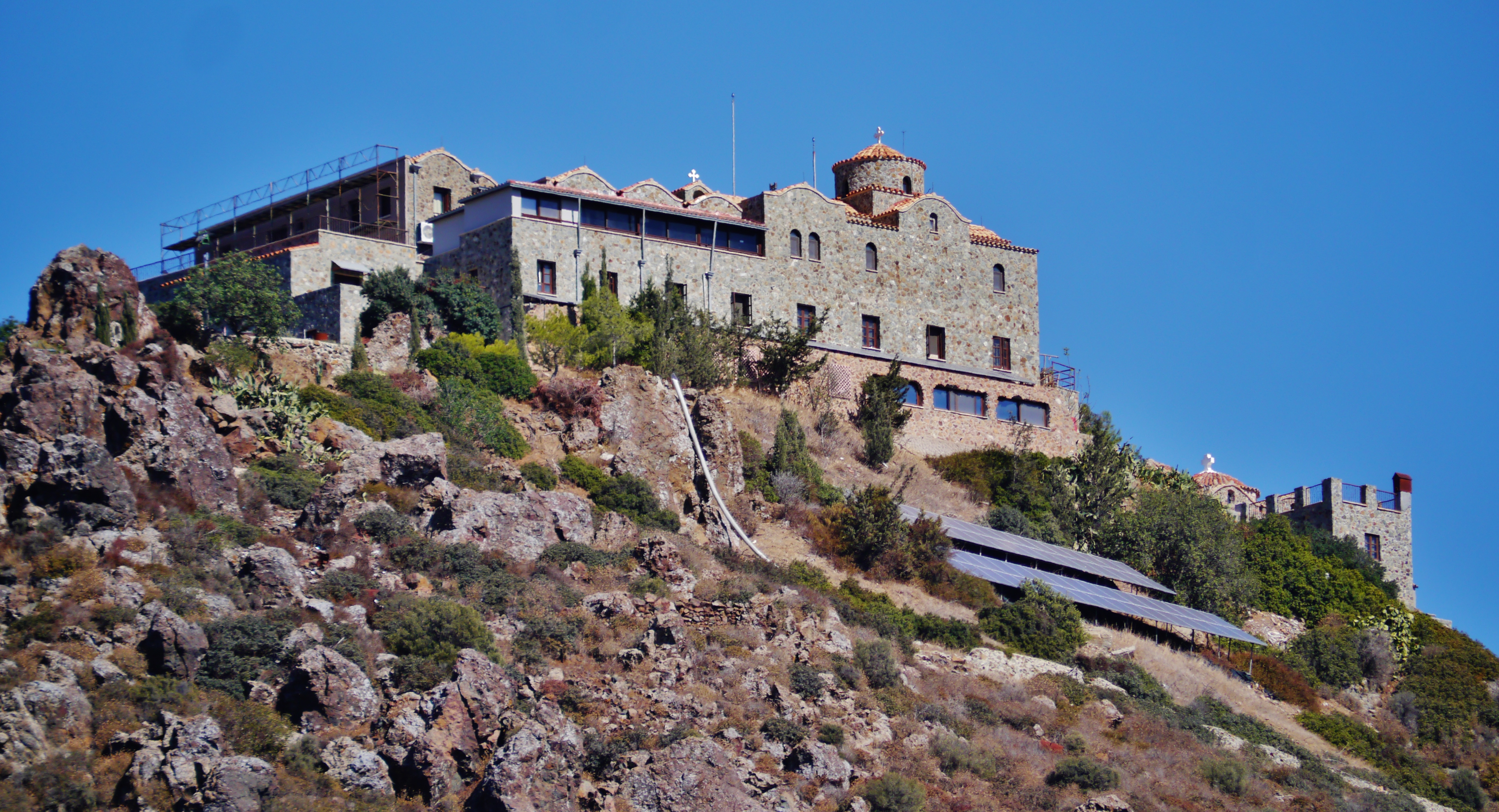
Stavrovouni-Kloster

Das Stavrovouni-Kloster (griechisch Ιερά Μονή Σταυροβουνίου) steht auf einem Hügel westlich der zypriotischen Hafenstadt Larnaka. Es soll von Helena, der Mutter des römischen Kaisers Konstantin, zwischen 327 und 329 n. Chr. gegründet worden sein und ist somit eines der ältesten Klöster der Welt.

## Gründungslegende
Der Legende nach war Helena mit Teilen des Kreuzes Christi und des Kreuzes des reumütigen Schächers auf der Rückkehr aus dem Heiligen Land, als sie vom Sturm an die Küste Zyperns verschlagen wurde. Ein Ort, an dem sich in der Antike ein Tempel der Aphrodite befunden haben soll, wurde zum Bau des Klosters auserwählt, das seitdem den Namen Stavrovouni (= Kreuzesberg) trägt. Helena ließ einige Kreuzpartikel in dem Kloster zurück. Es ist seither einer der wichtigsten christlichen Wallfahrtsorte auf der Insel Zypern.

## Geschichte
Unter der Herrschaft der Lusignans (1192–1489) zogen hier Benediktiner-Mönche ein. 1426 wurde das Kloster von Mamelucken geplündert und zerstört. Erst während der Türkenherrschaft (1573–1878) lebte es wieder auf. Das heutige Erscheinungsbild geht auf das 17. bis 18. Jahrhundert zurück. Das Kloster wurde aus älteren Resten errichtet, darauf deutet vor allem die mit zwei Kuppeln versehene Kirche hin, die im Grundriss Züge der Mehrkuppelkirchen des 11. Jahrhunderts trägt. Sie liegen eingebettet in einen Zellentrakt wehrhaften Charakters, der den Innenhof umschließt, zu dem man von Westen durch den Eingangstrakt aufsteigt. Auf der Westseite geht die Stützmauer mit ihren massiven Strebepfeilern auf die Benediktiner in einer Bauphase im Stil der Gotik um 1400 zurück.

Untere Terrasse mit der Kirche aller Heiligen Zyperns

Unter der Anlage befanden sich vier Zisternen, die den Wasserbedarf während des ganzen Jahres deckten. Unter der Kirche liegt auch eine Krypta, in die die Gebeine der verstorbenen Mönche drei Jahre nach ihrem Tod verbracht werden. Eine Geheimkrypta, die den Mönchen in Zeiten der Bedrohung Zuflucht bot, war von ausländischen Ausgräbern entdeckt und die dort verborgenen Klosterschätze verschleppt worden. Heute dient sie als Kapelle der Heiligen Konstantin und Helena, der Gründerin des Klosters.
Obwohl nach der wechselvollen Geschichte des Klosters der Verbleib der einstigen Reliquie fraglich ist, pflegt man in Stavrovouni noch immer die Kreuzverehrung. Schätze des Klosters sind ein holzgeschnitztes Kreuz mit oktogonaler Basis, das ein gewisser Georgios Laskaris im Jahre 1476 gefertigt haben soll. Es trägt eine Metallverkleidung, die Szenen aus dem Leben Christi ausspart. Ein größeres silberbeschlagenes Kreuz soll ein Stück der Kreuzreliquie enthalten.
Der Klosterkomplex umfasst außer den Konventsgebäuden mit der Klosterkirche auf der Höhe des Berges eine etwas niedrigere Geländeterrasse mit der Kirche aller Heiligen Zyperns (Παρεκκλήσιον των Πάντων των εν Κύπρω Αγίων) und einem Buchladen. Der Zutritt zum eigentlichen Kloster ist, ähnlich wie auf dem Berg Athos, nur Männern gestattet.